# Gerald Wallace
Gerald Jermaine Wallace (* 23. Juli 1982 in Sylacauga, Alabama) ist ein ehemaliger US-amerikanischer Profibasketballer, der von 2001 bis 2015 in der National Basketball Association (NBA) aktiv war. Als Spieler der Charlotte Bobcats wurde Wallace unter anderem einmal NBA All-Star.

## Jugend und College
Aufgewachsen ist Wallace in einer Kleinstadt namens Childersburg im US-Bundesstaat Alabama. Schon während seiner Highschool-Zeit machte der US-Amerikaner mit seiner spektakulären Spielweise auf sich aufmerksam und schaffte es, McDonald's High School All American zu werden (eine der höchsten individuellen Auszeichnungen im Highschool-Basketball). 
Nach Beendigung der Schulzeit im Jahre 2000 wechselte Wallace ans College der University of Alabama. Sein erstes Jahr beendete er als einer der besten Freshmen (Neuankömmlinge) der NCAA. 2001 beschloss Wallace, sich zum NBA-Draft anzumelden.

## NBA-Karriere
Im NBA-Draft 2001 wurde Wallace an 25. Stelle von den Sacramento Kings ausgewählt, erhielt jedoch kaum Spielzeit. In drei Jahren bei den Kings kam Wallace auf einen Schnitt von 3,3 Punkten und 2,3 Rebounds pro Spiel bei einer durchschnittlichen Spielzeit von 9,7 Minuten pro Partie. 
Als im Jahre 2004 die Charlotte Bobcats in die NBA eintraten, verpflichteten sie Wallace im sogenannten Expansion-Draft. Von diesem Zeitpunkt an nahm die Karriere des Forwards Fahrt auf. Seine Spielzeit stieg um 21 Minuten an und er stand fast 30 Minuten pro Partie auf dem Parkett. Er erzielte 11,1 Punkte und holte 5,5 Rebounds pro Spiel in seiner ersten Saison als Spieler der Bobcats. In seiner dritten Spielzeit schaffte er eine seltene Leistung, die zuvor nur wenige Spieler wie David Robinson und Hakeem Olajuwon erreicht hatten: Er konnte über die ganze Saison mehr als 2 Blocks und 2 Steals pro Spiel sammeln. 
2005/06 war Wallace der Starspieler der Bobcats und erzielte im Schnitt 15,6 Punkte pro Spiel. Sein Höhenflug wurde von einer Verletzung gestoppt, daher bestritt er nur 55 von möglichen 82 Spielen. In der Saison 2006/07 konnte er 18,1 Punkte und 7,2 Rebounds pro Spiel erzielen. Charlotte konnte sich jedoch erneut nicht für die Playoffs qualifizieren.
Nach der Saison 2006/07 verlängerte Wallace seinen Vertrag bei den Bobcats, die sich nach der Verpflichtung Jason Richardsons Hoffnungen auf die Playoffs machen konnten. Bis heute hält Wallace mit 7.437 Punkten den Rekord für die meisten erzielten Punkte der Bobcats-Franchise. Im Jahr 2010 wurde er für das NBA All-Star Game nominiert und die Bobcats schafften das erste Mal in der Geschichte der Franchise den Einzug in die NBA-Playoffs. 
Am 24. Februar 2011 wurde Wallace im Tausch für zwei Erstrunden-Picks an die Portland Trail Blazers transferiert.
Bei den Blazers spielte er bis März 2012, bevor er zu den New Jersey Nets transferiert wurde. Am Ende der Saison zog Wallace seine Option mit garantierten 9,5 Millionen US-Dollar für die Saison 2012/13 nicht, einigte sich aber trotzdem mit den mittlerweile nach Brooklyn umgezogenen Nets auf einen Vierjahresvertrag.
Am 12. Juli 2013 wurde Wallace in einem Tauschgeschäft, in dem unter anderem die Superstars Kevin Garnett und Paul Pierce zu den Nets geschickt wurden, mit vier weiteren Teamkollegen nach Boston zu den Celtics transferiert. Dort kam er nur noch sporadisch zum Einsatz und erzielte in der Saison 2014/15 nur noch 1,1 Punkte im Schnitt. 
Im Sommer 2015 wurde er zunächst von den Celtics zu den Golden State Warriors, im Austausch für David Lee transferiert. Wenige Tage später wurde Wallace für Jason Thompson zu den Philadelphia 76ers weitertransferiert, dort aber kurze Zeit später aus seinem Vertrag entlassen.

## Spielweise

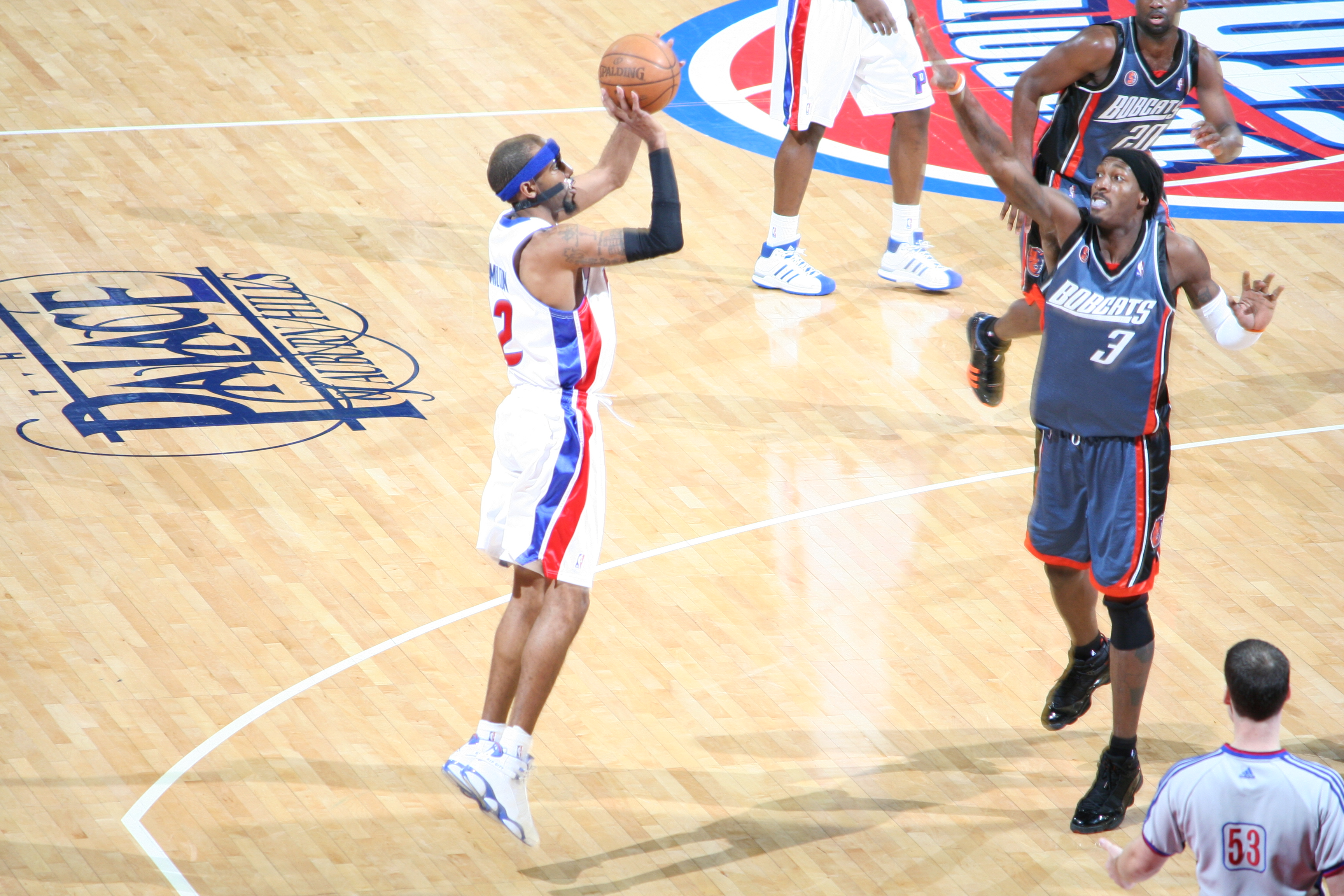
Wallace verteidigt Richard Hamilton

Wallace galt schon in seiner Debütsaison in der NBA als einer der besten Athleten. Er war bekannt für seine starke Defensive und spektakuläre Spielweise. Ebenfalls auffällig war seine vor allem zu Karrierebeginn starke Blockrate für einen Swingman. In der Saison 2009/10 gelang ihm außerdem eine für einen Flügelspieler hohe Rebound-Rate von 10 Rebounds pro Spiel.